# Oczy Angeli
Oczy Angeli (ang. Angela’s Eyes, 2006) – amerykański serial kryminalny nadawany przez stację Lifetime od 16 lipca do 10 września 2006 roku. W Polsce nadawany był na kanale TVP2.

## Fabuła
Agentka FBI Angela Henson (Abigail Spencer) ma dar bezbłędnego rozpoznawania, kiedy ktoś kłamie. Umiejętność tę doprowadziła do perfekcji, kiedy jako dziecko musiała sobie radzić z kłamstwami opowiadanymi jej przez rodziców, Colina (Boyd Gaines) i Lydię Andersonów (Alberta Watson), szpiegów CIA, którzy za sprzedaż tajemnic państwowych i zdradę zostali skazani na wieloletnie więzienie.
Już jako dorosła dziewczyna Angela podejmuje pracę w szeregach nowojorskiego FBI. Niezwykła umiejętność wykrywania kłamstw bardzo się przydaje w jej zawodzie, ale też utrudnia kontakty z bliskimi: narzeczonym Peterem i młodszym bratem Jerrym (Paul Popowich), bo nawet ich traktuje podejrzliwie. Dziewczyna stara się też naprawić błędy rodziców. Pierwszy raz od 10 lat Angela odwiedza ojca w więzieniu, lecz nadal nie może się pogodzić z przeszłością.

## Obsada
- Abigail Spencer jako agentka Angela Henson
- Lyriq Bent jako Leo Jenkins
- Joe Cobden jako Dozer
- Rick Roberts jako Gene Taylor
- Paul Popowich jako Jerry Henson
- Boyd Gaines jako Colin Anderson
- Alberta Watson jako Lydia Anderson